# Rosa morrisonensis
Rosa morrisonensis es una especie de planta del género Rosa, de la familia Rosaceae.

## Taxonomía
Rosa morrisonensis fue descrita por Hayata en 1911.

## Distribución
Se encuentra en el territorio de Taiwán.